# ローリー・アーノルド
ローリー・アーノルド（Rory Arnold、1990年7月1日 - ）は、オーストラリア出身のラグビーユニオン選手。ジャパンラグビーリーグワンのNECグリーンロケッツ東葛に所属している。

## 略歴
グリクアス、キャンベラ・ヴァイキングズ、ブランビーズを経て、2019年、トゥールーズに加入。
2022年、日野レッドドルフィンズに加入。同年12月17日に行われたJAPAN RUGBY LEAGUE ONE第1節日本製鉄釜石シーウェイブス戦にて先発出場で日本での公式戦初出場を果たして、デビュー戦でトライを挙げた。
2025年5月、日野レッドドルフィンズを退団。
2025年7月、NECグリーンロケッツ東葛に加入。